# 美濃部俊吉
美濃部 俊吉（みのべ しゅんきち、明治2年12月6日（1870年1月7日） - 1945年（昭和20年）9月26日）は、日本の農商務及び大蔵官僚、銀行家、実業家。北海道拓殖銀行頭取、朝鮮銀行総裁。

## 経歴
兵庫県加古郡高砂町内材木町（現高砂市材木町）で美濃部秀芳の長男として生まれる。美濃部家は代々医業の家系で、父は姫路藩の御典医でもあった漢方医だが、町内の子供たちに習字や漢字を教えて主にその月謝で生活していたため、あまり豊かでなく、母はとても知識と教養をもっており、夫の代わりに診察したり書や漢書を教えていた。美濃部はいずれ上京して勉学に励みたいと考えていたが家計の事情を抱えていたとき、彼の俊才が見込まれて援助をしてくれる素封家が4人現れたことにより、小学校、小野田中学校を経て、1885年（明治18年）上京、第一高等中学校予科に入り、医学を志してドイツ語を学ぶが第一部本科に転じて1年の英語研究をした後、帝国大学法科大学政治科入学、1893年（明治26年）7月卒業（法学士）、第百銀行へ入行しようと池田謙三に会うも曖昧な反応で、返事を待っているうちに結局、同年8月農商務省に入り商工局配属、後に同工務課長となる。1896年（明治29年）6月欧州出張、商工業を視察。帝大の同期の中では出世で遅れをとっていたが、帰国後に農商務省参事官となって以降、農商工高等会議員、博覧会事務官、商務局商事課長、工務局工務課長、1898年（明治31年）10月農商務大臣秘書官兼秘書課長、1899年（明治32年）特許局審査官兼書記官などを歴任。パリ万国博覧会事務委員として1900年（明治33年）6月再度、欧州出張、翌7月に大蔵省に転じて理財局書記官、総務局文書課長を経て1901年（明治34年）4月帰国、1902年（明治35年）、大蔵省大臣秘書官、同年10月理財局銀行課長専任、それから高等文官普通試験委員、日本興業銀行監理官を歴任。1903年（明治36年）7月退官。
1903年7月30日、北海道拓殖銀行頭取に就任。1904年（明治37年）家督相続。頭取として増資計画を立て、離れている本州の主な都市の銀行とのコルレス契約を結び、第一次世界大戦後に北海道の特産品輸出が盛んになっていたときに取引先を拡大して北海道の貿易発展に貢献、債権募集で資源涵養、為替業務を始めて漁業放資の調査など経営を刷新、1905年（明治38年）担保に乏しい北海道の金融円滑化のために貸付範囲を拡張して農工ともに20人以上の連帯責任をとって無担保で長期貸付を始めて組合発展を援助、実業会社の創設に尽くした。1905年には樺太の開発が進んでいたことから資金調達のため業務が増えていたこともあり函館東京旭川、1907年（明治40年）樺太豊原、1913年（大正3年）釧路、1916年（大正6年）までに樺太大泊と真岡、根室に支店や出張所を新規出店した。本店は同行の発展により手狭になったことや札幌の中心が創成川西へ変わっていたことで1909年（明治42年）5月、大通西3丁目へ移転させた。北海道の稲作のはっきりとした見通しが立ったのは1901年頃だがそのときはまだ水田が小さく、大きなものを作るには細かな調査設計、多額の費用が求められた。拓銀設立で不動産金融への流れができ、1902年の北海道土功組合法公布で大きな水田作りが土功組合によって行われ、稲作の発展が順調になっていったがそれには組合の尽力、それとともに北海道農業の礎を築いたのが拓銀だが、最初に水田造成資金融通の方向性をもたせたのは美濃部であり、土功組合の低利資金借入額92パーセントは拓銀であった。美濃部は農業発展のため金融だけでなく自ら業界内に入っていき、1912年（明治45年）5月北海道農会特別議員、1914年（大正3年）1月同会長になり、頭取の仕事に追われながら3年務め、前年の大凶作で予想生産高9万トンに6千トンとなったため種籾斡旋や肥料も含めたその購入金貸付、特別救済資金によって農家経済を助けた。1915年（大正4年）、品質改良と増殖のため中島公園で農産共進会を開催、地方農会に技術員を配置して指導者増加を期して指導員を増やしながら農会の事業拡充への地方費補助増加に尽力した。
1908年（明治41年）、札幌水力電気が設立されるも世間は新事業に不安で株式募集が全く進まなかったが美濃部は水力電気に高評価であったため時期尚早とする世間の反応に関わらず積極的援助を行い、北海道初期の有力水力電気事業会社が始まり、このことから道での水力発電事業が増えていき、電灯需要が急増、工場の電化も進んだ。
北海道貯蓄銀行が日露戦争後の景気が良いとき、安易に多くの貸し出しを行ったせいで1907年頃から反動による不況に入った際に経営悪化、1908年4月に突然支払い停止で休業、同行は北海道の貯蓄銀行の先頭にあり、預金者数は6万人、道民の零細資金が預け入られておりその影響は思われていた以上であったため政府は同行救済を拓銀に指示、美濃部は道庁長官河島醇と協議して整理案作って資金援助を大蔵省に申し入れるも北海道商業銀行の事例のように政府から50万円借り入れを前提としていたが当時は日露戦争後の軍拡で国家予算が膨らんでいたことで不同意となり、拓銀自力救済を経て、預金者も同意に至り人事刷新、1909年1月に拓殖貯金銀行と改称して再発足した。
1916年（大正5年）11月2日、拓銀頭取を辞任、同日より朝鮮銀行総裁に就任。その後、米価調節調査会委員、臨時西比利亜経済援助委員、臨時教育調査委員にもなり、1919年（大正8年）京城商業会議副会頭。第一次大戦後にその反動で朝銀の預金が減少、借入金で補填するしかなく1923年（大正12年）末にはコールマネーが一億を超えて他の借入金や再割引合わせて借用金は一億八千万円に上り、流動資金窮乏も起きたことにより1924年（大正13年）2月1日、朝銀第二次整理で総裁を更迭により引責辞任。
1938年（昭和13年）4月21日、実在しない金山で人を勧誘した東亜殖産役員による商法違反及び背任及び有価証券虚偽記入事件で有罪となる。これにより正六位返上を命じられ、勲三等瑞宝章及び大礼記念章（大正/昭和）を褫奪された。
晩年は東京芝区葺手町の次男宅でこもって絵筆を楽しむなど悠々自適の生活を送り、肝臓を病んでいたところ1945年（昭和20年）9月26日死去、75歳。
北海水力電気社長、函館水電会長、大東産業社長、大日本自動車保険社長、満洲取引所理事長、哈爾浜麦酒監査役、大同殖産相談役、札幌グランドホテル社長及び相談役、台湾カストル殖産取締役、佐藤製衛所監査役、観音劇場監査役、自動車投資監査役、東洋冷蔵役員も務めた。
骨董を愛好、王義之を学び書号は古川（こせん）、趣味は絵画、文芸、乗馬。宗教は神道。日本倶楽部会員。

## 親族
次男は美濃部洋次。長女の夫は大山松次郎。弟は美濃部達吉、その子は美濃部亮吉。浜矩子は曾孫（俊吉の娘の孫）。

## 栄典
位階
- 1897年（明治30年）8月20日 - 従七位[42]
- 1897年（明治30年）12月20日 - 正七位[43]
- 1899年（明治32年）12月20日 - 従六位[44]
- 1902年（明治35年）7月19日 - 正六位[45]
  - 1941年（昭和16年）12月4日 - 返上[30]

勲章等
- 1915年（大正4年）11月10日 - 勲四等瑞宝章[46]、大礼記念章（大正）[47]
- 1920年（大正9年）11月1日 - 勲三等瑞宝章（大正三年乃至九年事件の功）[32]
  - 1941年（昭和16年）12月1日 - 勲三等、大礼記念章褫奪[31]。

外国勲章等佩用允許
- 1919年（大正8年）8月2日 - 支那共和国 二等大綬嘉禾章[48]